# Wijken en buurten in de voormalige gemeente Winschoten
De voormalige Nederlandse gemeente Winschoten werd tot herindeling van 1 januari 2010, voor statistische doeleinden onderverdeeld in wijken en buurten.
Per 1 januari 2010 maakt de gemeente Winschoten deel uit van de gemeente Oldambt.

De gemeente werd verdeeld in de volgende statistische wijken:
- Wijk 00 (CBS-wijkcode:005200)

Een statistische wijk kan bestaan uit meerdere buurten. Onderstaande tabel geeft de buurtindeling met kentallen volgens het Centraal Bureau voor de Statistiek (2008):
| CBS-buurtcode | Buurtnaam                             | Inwonertal | Opp. totaal (ha) | Opp. land (ha) | Ligging                |
| ------------- | ------------------------------------- | ---------- | ---------------- | -------------- | ---------------------- |
| BU00520000    | Winschoten-Centrum                    | 4050       | 120              | 120            | Locatie in de gemeente |
| BU00520001    | Zeeheldenbuurt                        | 2720       | 90               | 88             | Locatie in de gemeente |
| BU00520002    | Winschoten-Noord                      | 3430       | 134              | 125            | Locatie in de gemeente |
| BU00520003    | Winschoten-Zuid                       | 3260       | 94               | 94             | Locatie in de gemeente |
| BU00520004    | Udesweg-Zuid                          | 80         | 247              | 243            | Locatie in de gemeente |
| BU00520005    | Winschoten-Grintweg                   | 1220       | 65               | 64             | Locatie in de gemeente |
| BU00520006    | Winschoten-Bomenbuurt                 | 2440       | 60               | 60             | Locatie in de gemeente |
| BU00520007    | Winschoten-Sint Vitusholt-Lanengebied | 620        | 167              | 165            | Locatie in de gemeente |
| BU00520008    | Winschoten-industriegebied            | 320        | 380              | 351            | Locatie in de gemeente |
| BU00520009    | Verspreide huizen                     | 220        | 868              | 854            | Locatie in de gemeente |